# Missing Pieces (National Health)
Missing Pieces is het vijfde album van de Britse progressieve-rockband National Health.
Het album verscheen in 1996 en is een verzameling van oud werk van de groep, met name oude studio-opnamen, uit de jaren 1975-1976, nog voor dat het eerste National Health-album uit was. Het album bevat ook twee live-opnamen uit 1979 en één opname uit 1995.

## Tracks
1. "Bourée" - 0:53 (Mont Campbell)
2. "Paracelsus (incl. Bouree reprise)" - 5:36 (Mont Campbell)
3. "Clocks and Clouds" – 6:47 (Dave Stewart)
4. "Agrippa" - 8:22 (Mont Campbell)
5. "The Lethargy Shuffle & The Mind-Your-Backs Tango" - 9:19 (Dave Stewart)
6. "Zabaglione" - 7:47 (Mont Campbell)
7. "Lethargy Shuffle Part 2" - 4:36 (Dave Stewart)
8. "Croquette for Electronic Beating Group" - 3:51 (Mont Campbell)
9. "Phlakaton" [live '79] - 0:25 (Pip Pyle)
10. "The Towplane & The Glider"- 5:12 (Alan Gowen)
11. "Starlight on Seaweed" (van Stewart-Gaskin in 1995) – 3:07 (Mont Campbell)
12. "Walking the Dog (extract)" (live '79) - 0:25 (Rufus Thomas)

## Bezetting
- Phil Miller: gitaar
- Phil Lee: gitaar
- Steve Hillage: gitaar
- Dave Stewart: orgel, (elektrische) piano
- Alan Gowen: synthesizer, (elektrische) piano
- Mont Campbell: basgitaar, hoorn
- Neil Murray: basgitaar
- Pip Pyle: drums
- Bill Bruford: drums
- Amanda Parsons: zang

Met:
- Barbara Gaskin: zang
- John Greaves: zang, basgitaar
- Peter Blegvad: zang